# ذيل الفأر (بكتيريا)
ذيل الفأر (الاسم العلمي: Muricauda) هي جنس من البكتيريا، سلبية الغرام، تتبع فصيلة نظيرات الصيفرية.

## أصنوفات
الأصنوفات الأدنى لهذا الكائن:
- كود سباركل
- تحديث القائمة

نوع:ذيل الفأر الزهانغزهووية 
اسم علمي: Muricauda zhangzhouensis

نوع:ذيل الفأر القطبية الجنوبية 
اسم علمي: Muricauda antarctica

نوع:Muricauda aquimarina 
اسم علمي: Muricauda aquimarina

نوع:Muricauda beolgyonensis 
اسم علمي: Muricauda beolgyonensis

نوع:Muricauda flavescens 
اسم علمي: Muricauda flavescens

نوع:Muricauda indica 
اسم علمي: Muricauda indica

نوع:Muricauda iocasae 
اسم علمي: Muricauda iocasae

نوع:Muricauda lutaonensis 
اسم علمي: Muricauda lutaonensis

نوع:Muricauda lutea 
اسم علمي: Muricauda lutea

نوع:Muricauda lutimaris 
اسم علمي: Muricauda lutimaris

نوع:Muricauda marina 
اسم علمي: Muricauda marina

نوع:Muricauda olearia 
اسم علمي: Muricauda olearia

نوع:Muricauda pacifica 
اسم علمي: Muricauda pacifica

نوع:Muricauda ruestringensis 
اسم علمي: Muricauda ruestringensis

نوع:Muricauda taeanensis 
اسم علمي: Muricauda taeanensis